# Нашиде Гезде Дурмуш
Нашиде Гезде Дурмуш (1985, Ізмір) — турецький вчений, генетик.

## Біографія
Нашиде Гезде Дурмуш народилася в 1985 році в місті Ізмір, Туреччина.
Навчалася в Близькосхідному технічному університеті на спеціалізації молекулярна біологія та генетика. З 2005 по 2009 роки навчалася в Бостонському університеті, здобула ступінь магістра техніки та технології. У травні 2013 року Нашиде отримала ступінь доктора філософії в Браунському університеті. 2014 року зайняла посаду наукового співробітника в Стенфордському університеті.

## Наукова діяльність
Займається розробкою нанотехнологічних інструментів, які можуть бути використані для діагностики і лікування різних захворювань. Наприклад, Нашиде виявила, що є технологія, яка дає змогу відрізнити здорові клітини від ракових клітин. Розробила швидку технологію для тестування на чутливість до антибіотиків. За її участі вперше була проведена демонстрація магнітної левітації клітин. Удосконалила методи сортування клітин.
Співпрацює з дослідницькими групами різних дисциплін, а саме з Медичною школою Стенфордського університету, Університету Case Western Reserve, Каліфорнійським технологічний інститутом, Лабораторією реактивного руху, Каліфорнійським університетом в Сан-Франциско (UCSF), Європейською лабораторією молекулярної біології (EMBL).

## Нагороди та відзнаки
- 2001 — здобула третє місце з предметів «Фізика», «Хімія», «Біологія», Національна наукова олімпіада, Туреччина;
- 2003 — відзначена у загальному рейтингу кандидатів з іспиту в Національному університеті;
- 2007—2009 — входила до «Кругу Високої Пошани Президента», Близькосхідний технічний університет;
- отримувала інженерну стипендію, Бостонський університет; стипендія Фулбрайта
- 2012 — STAR Award, Товариство для біоматеріалів;
- 2015 — Нагорода молодих дослідників, Медична школа Стенфордського університету; Увійшла до списку «Top 35 Innovators Under 35» з погляду MIT Technology Review;
- 2016 — фіналіст Вчених року, Elele Avon Women Awards;
- 2017 — Президентська нагорода за досягнення випускників; стала партнером Всесвітньої вершини з інновацій та підприємництва.